# 埃凡库尔
埃凡库尔（法語：Effincourt，法語發音：[efɛ̃kuʁ]）是法国上马恩省的一个市镇，位于该省北部，属于圣迪济耶区。

## 地理
埃凡库尔（48°29'45"N, 5°16'6"E）面积12.31 平方千米，位于法国大東部大區上马恩省，该省份为法国东北部内陆省份，北起马恩省和默兹省，西接奥布省，西南接科多尔省，东南接上索恩省，东临孚日省。
与埃凡库尔接壤的市镇（或旧市镇、城区）包括：蒙特勒伊叙托南斯、奥讷勒瓦勒、庞塞、索河畔帕鲁瓦、索德龙、索河畔蒙捷。

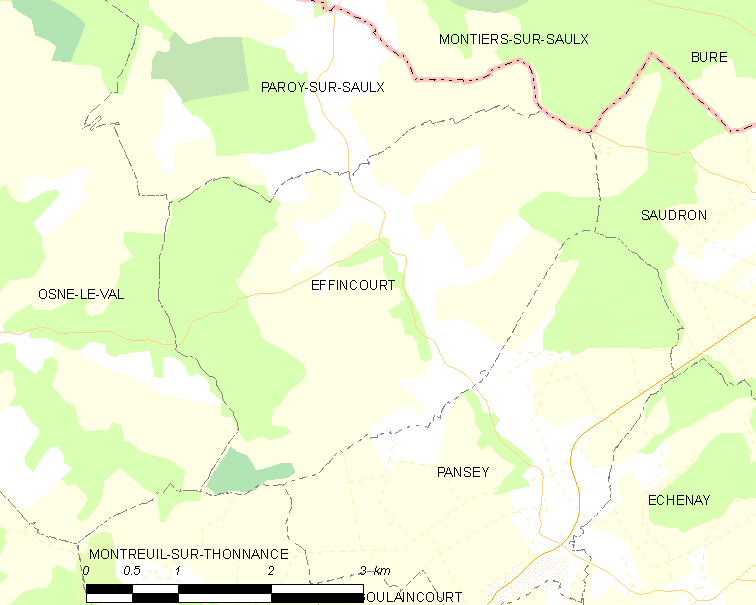
埃凡库尔的OSM定位图

埃凡库尔的时区为UTC+01:00、UTC+02:00（夏令时）。

## 行政
埃凡库尔的邮政编码为52300，INSEE市镇编码为52184。

## 政治
埃凡库尔所属的省级选区为普瓦松县。

## 人口

1962-2008年间埃凡库尔人口变化图示

埃凡库尔于2022年1月1日时的人口数量为56人。